# 大西樹
大西 樹（おおにし いつき、1995年12月9日 - ）は、ジャパンラグビーリーグワン埼玉パナソニックワイルドナイツに所属するラグビー選手。

## プロフィール
- 北海道富良野市出身[1]。
- ポジションはナンバーエイト(No8)、フランカー(FL)。
- 身長 184 cm、体重 100 kg
- リーグ戦ベストフィフティーンに選ばれたことがある[2]。
- オールスターゲームのリーグ戦選抜に選ばれたことがある[3]。
- U17北海道代表に選ばれたことがある[4]。

## 略歴
中学までバレーボールをやっていて、高校からラグビーを始めた。
2014年、旭川工業高校卒業後、流通経済大学に入学する
2017年、流通経済大学ラグビー部の主将に就任した。
2018年、流通経済大学卒業後、パナソニック ワイルドナイツ(現・埼玉パナソニックワイルドナイツ)に加入。同年9月8日に行われたジャパンラグビートップリーグ第1節のコカ・コーラレッドスパークス戦にて先発出場で公式戦初出場を果たす。